# Comuna Jidvei, Alba
Jidvei (în maghiară Zsidve, în germană Seiden) este o comună în județul Alba, Transilvania, România, formată din satele Bălcaciu, Căpâlna de Jos, Feisa, Jidvei (reședința) și Veseuș.

## Demografie
Componența etnică a comunei Jidvei
     Români (62,65%)
     Romi (29,86%)
     Maghiari (1,91%)
     Germani (1,24%)
     Alte etnii (0%)
     Necunoscută (4,34%)
Componența confesională a comunei Jidvei
     Ortodocși (81,55%)
     Greco-catolici (8,61%)
     Reformați (1,97%)
     Penticostali (1,65%)
     Alte religii (1,67%)
     Necunoscută (4,54%)
Conform recensământului efectuat în 2021, populația comunei Jidvei se ridică la 5.020 de locuitori, în creștere față de recensământul anterior din 2011, când fuseseră înregistrați 4.617 locuitori. Majoritatea locuitorilor sunt români (62,65%), cu minorități de romi (29,86%), maghiari (1,91%) și germani (1,24%), iar pentru 4,34% nu se cunoaște apartenența etnică. Din punct de vedere confesional, majoritatea locuitorilor sunt ortodocși (81,55%), cu minorități de greco-catolici (8,61%), reformați (1,97%) și penticostali (1,65%), iar pentru 4,54% nu se cunoaște apartenența confesională.

## Politică și administrație
Comuna Jidvei este administrată de un primar și un consiliu local compus din 15 consilieri. Primarul, Alin Trif[*], de la Partidul Național Liberal, este în funcție din 2012. Începând cu alegerile locale din 2024, consiliul local are următoarea componență pe partide politice:
|  | Partid                          | Consilieri | Componența Consiliului | Componența Consiliului | Componența Consiliului | Componența Consiliului | Componența Consiliului | Componența Consiliului | Componența Consiliului | Componența Consiliului | Componența Consiliului | Componența Consiliului | Componența Consiliului | Componența Consiliului |
|  | ------------------------------- | ---------- | ---------------------- | ---------------------- | ---------------------- | ---------------------- | ---------------------- | ---------------------- | ---------------------- | ---------------------- | ---------------------- | ---------------------- | ---------------------- | ---------------------- |
|  | Partidul Național Liberal       | 12         |                        |                        |                        |                        |                        |                        |                        |                        |                        |                        |                        |                        |
|  | Alianța pentru Unirea Românilor | 2          |                        |                        |                        |                        |                        |                        |                        |                        |                        |                        |                        |                        |
|  | Partidul Social Democrat        | 1          |                        |                        |                        |                        |                        |                        |                        |                        |                        |                        |                        |                        |

## Atracții turistice
- Biserica evanghelică-lutherană fortificată din satul Bălcaciu, construcție secolul al XIV-lea
- Biserica evanghelică-lutherană din satul Veseuș, construită în stil gotic în anul 1504
- Biserica reformat-calvină din Veseuș, construcție 1784
- Biserica ortodoxă "Sfântul Nicolae" din Jidvei
- Biserica greco-catolică "Sfânta Treime", din Jidvei
- Biserica ortodoxă din satul Căpâlna de Jos
- Biserica ortodoxă din satul Veseuș

## Personalități născute aici
- Răzvan Trif (n. 1997), fotbalist.

## Vezi și
- Biserica evanghelică din Veseuș
- Biserica fortificată din Jidvei
- Biserica fortificată din Bălcaciu
- Pajiștile lui Suciu (sit de importanță comunitară)

## Imagini

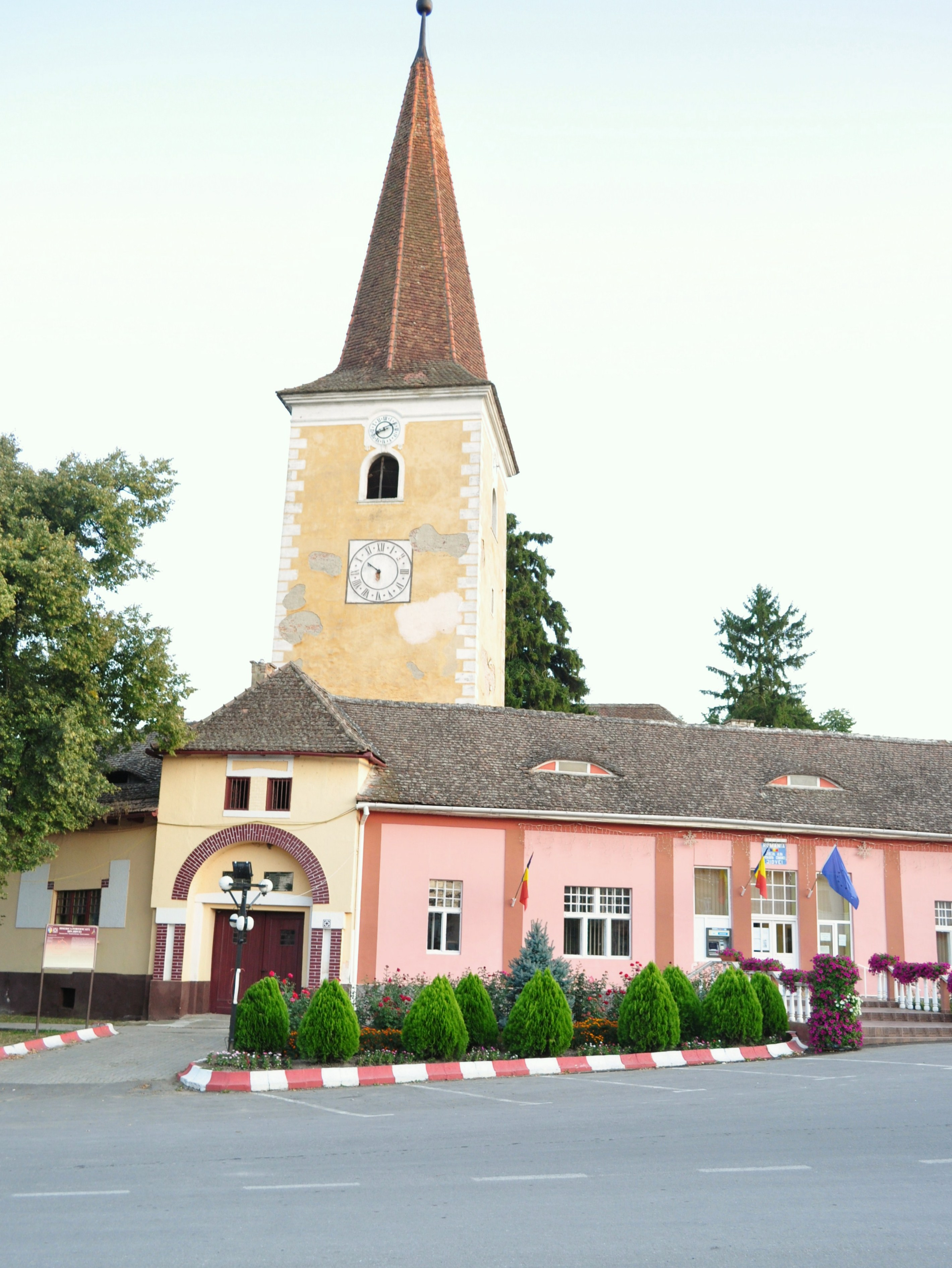
Primăria și turnul bisericii evanghelice
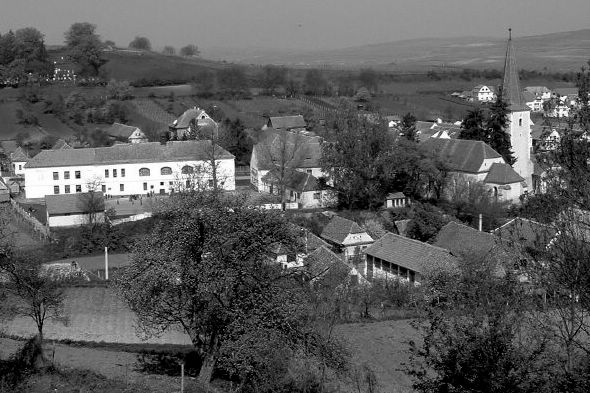
Jidvei
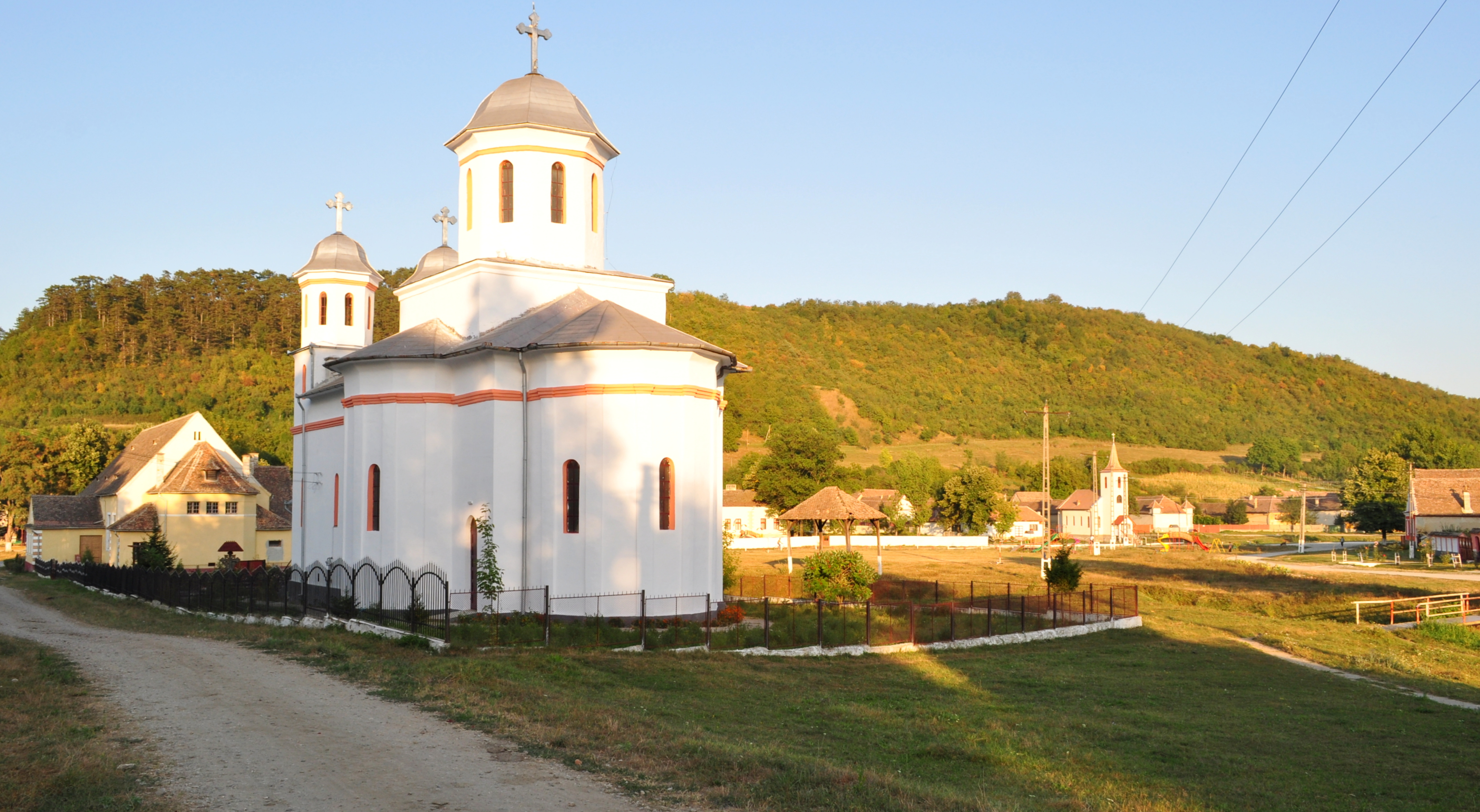
Bălcaciu
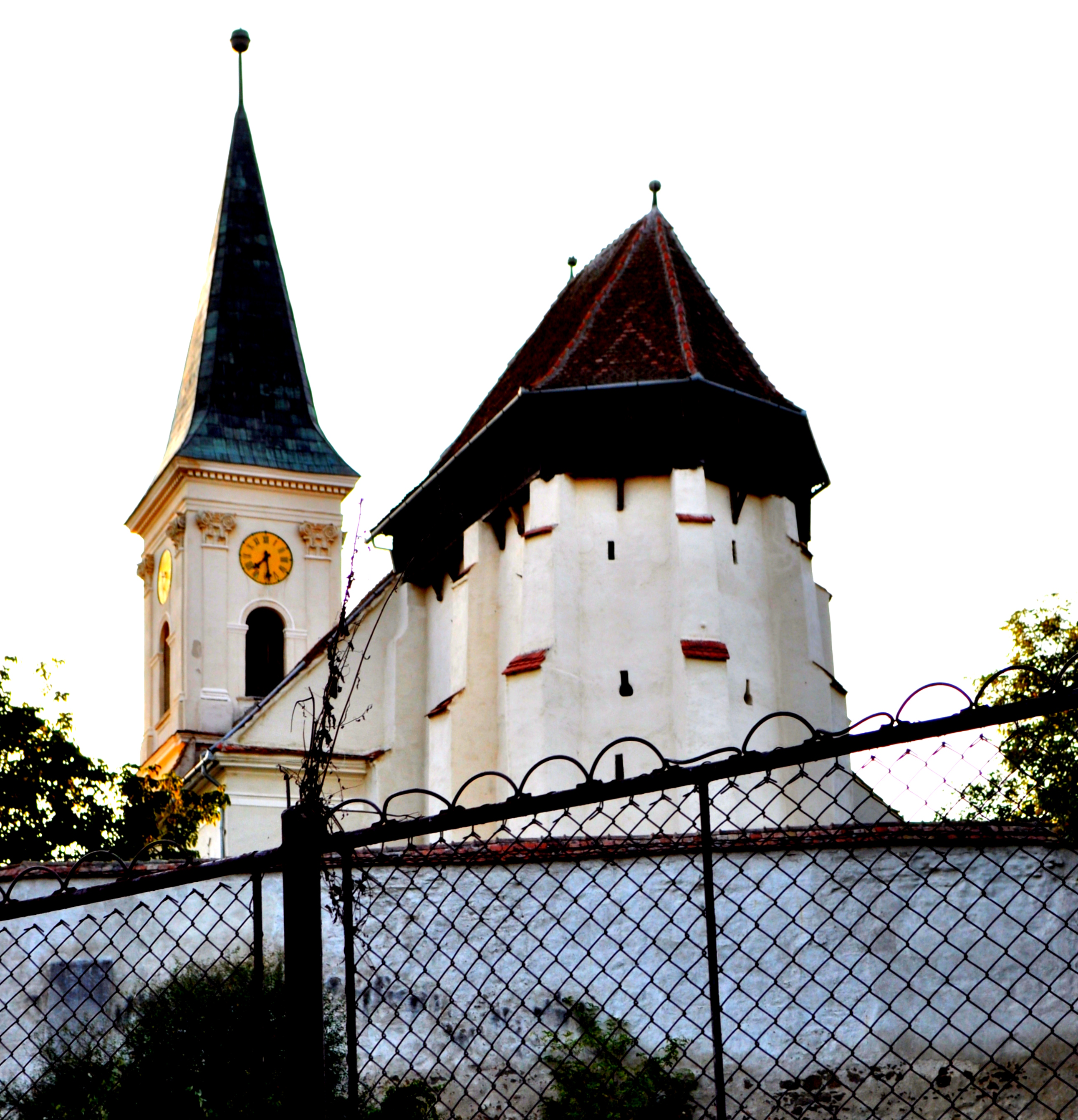
Biserica fortificată din Bălcaciu (monument istoric)
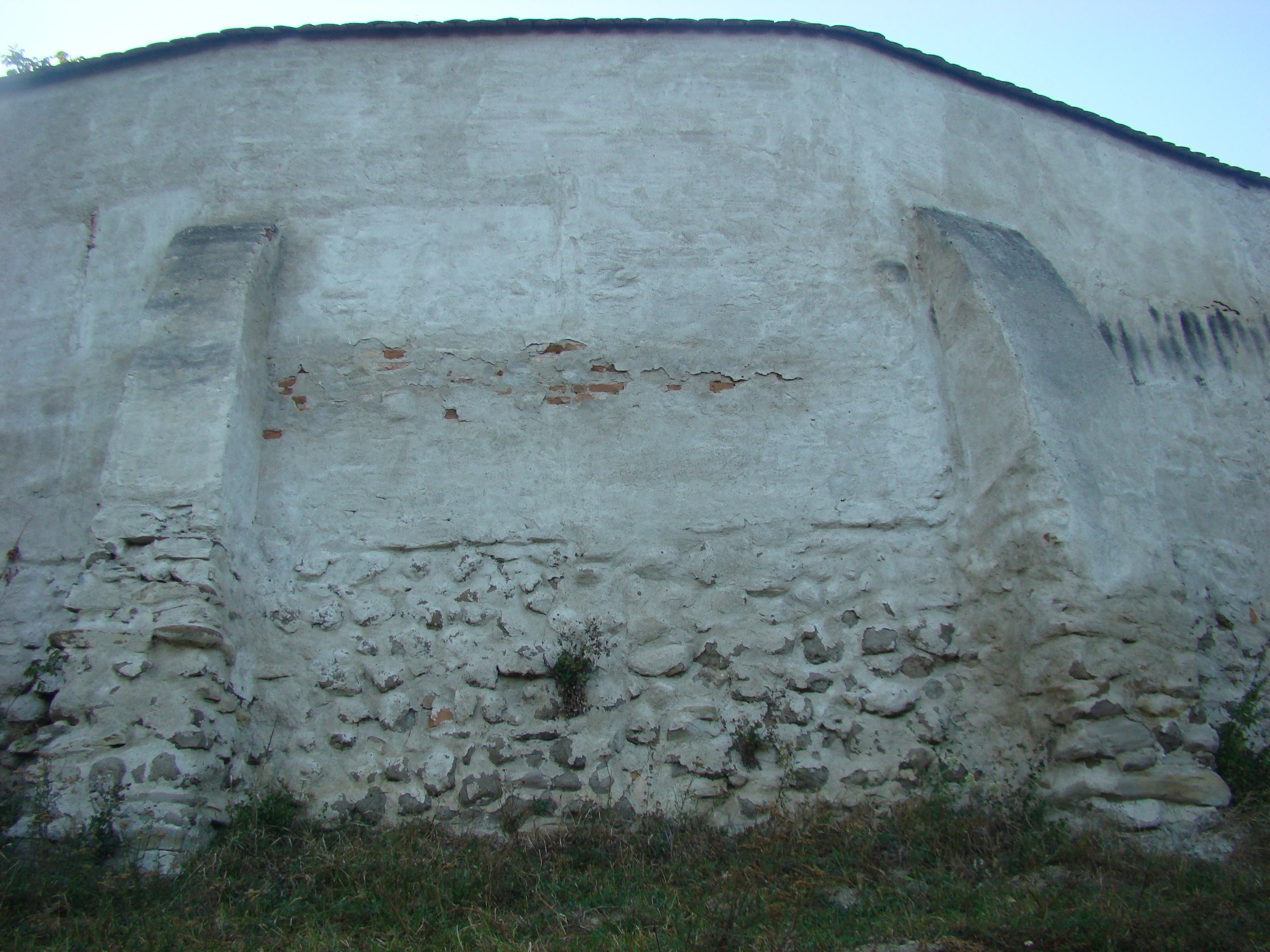
Fortificația
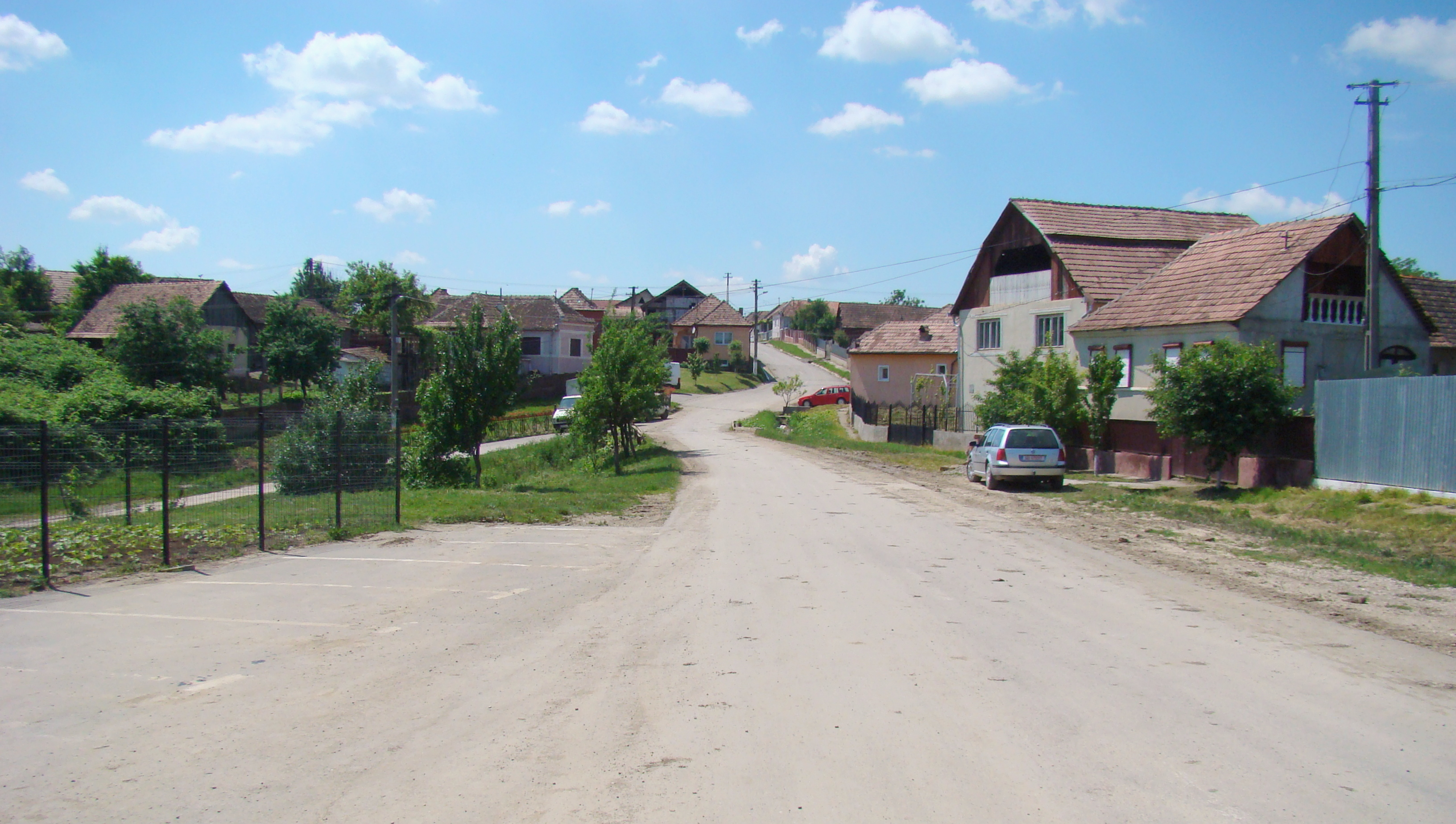
Căpâlna de Jos
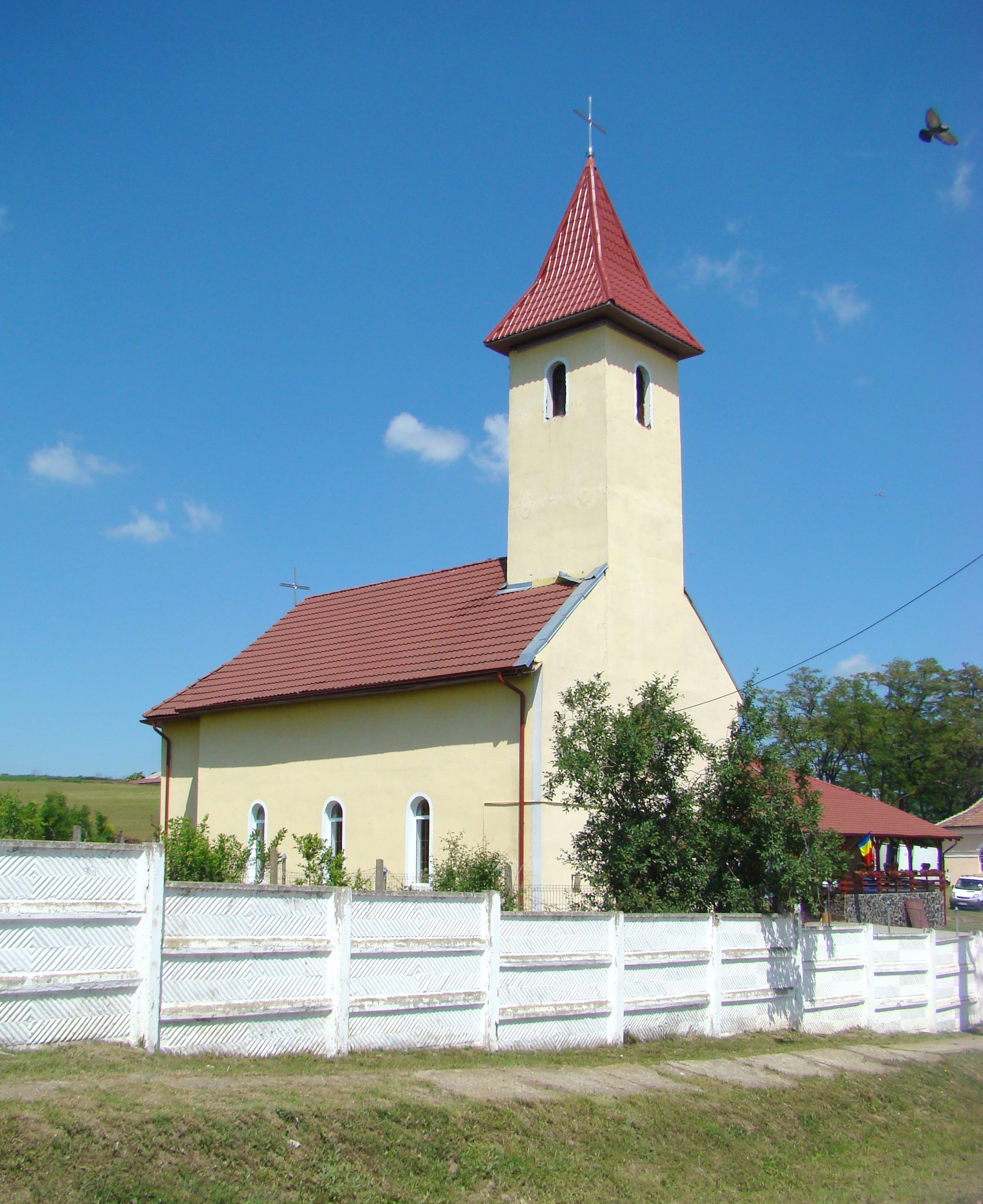
Biserica greco-catolică
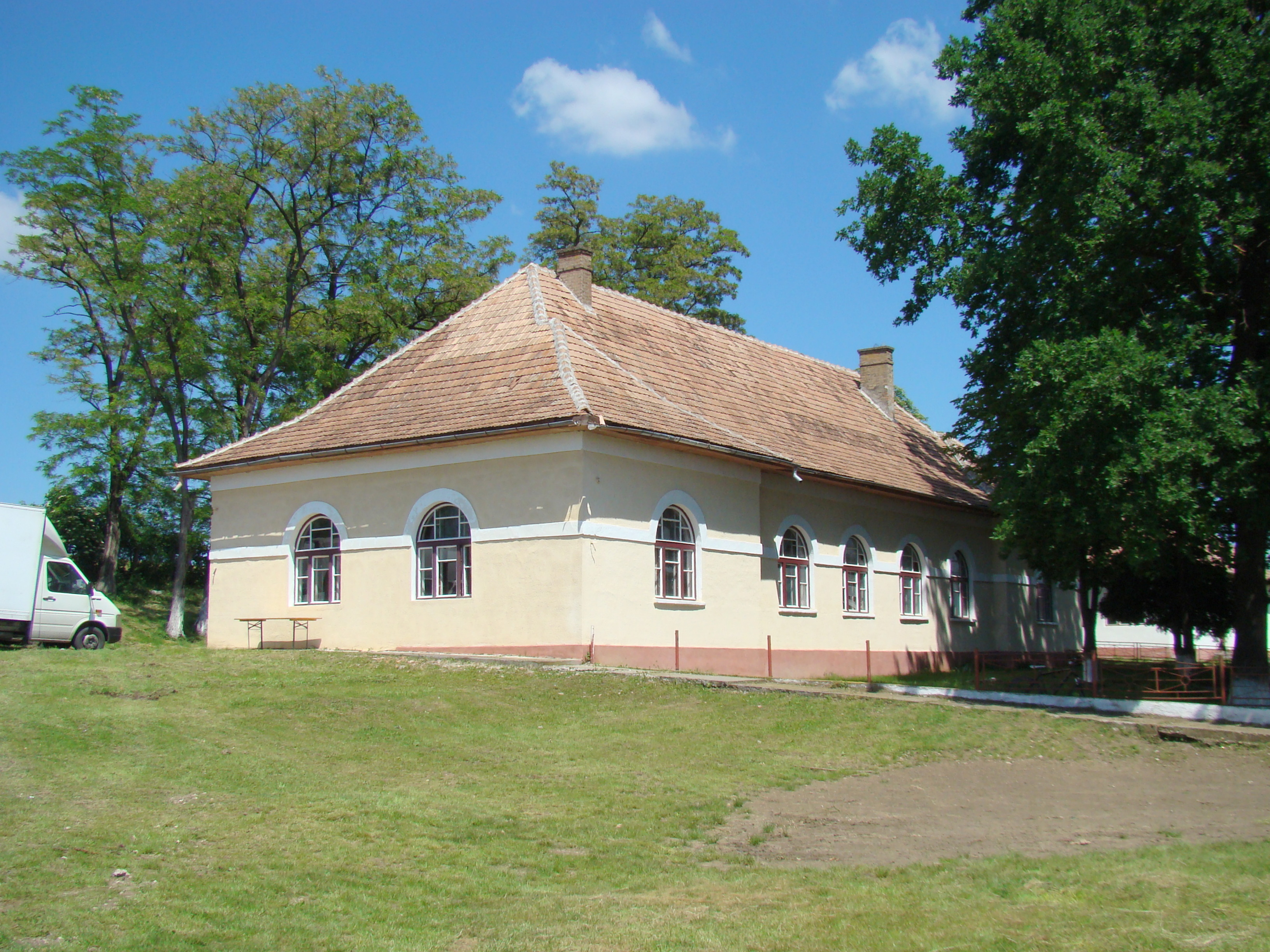
Școala
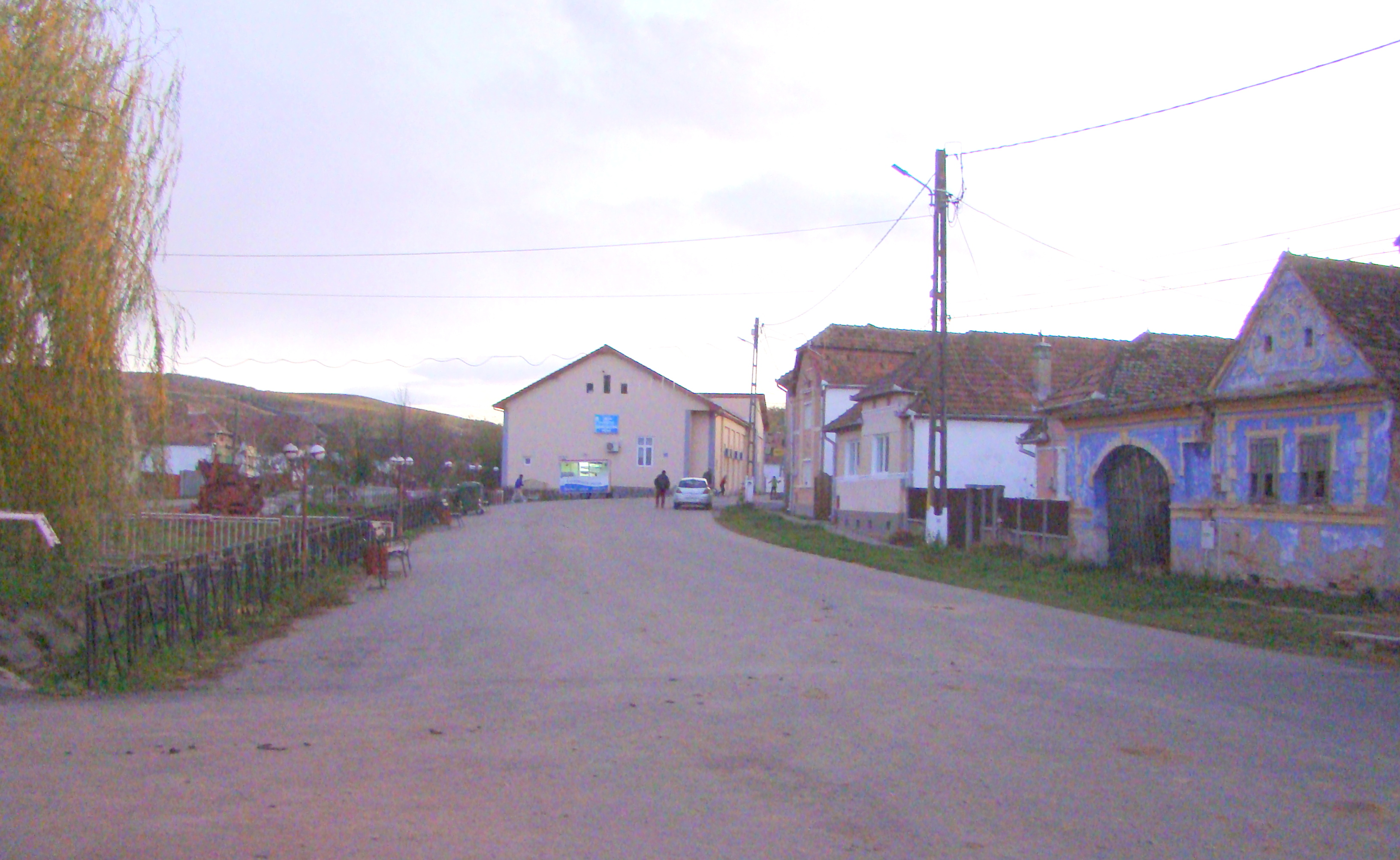
Feisa
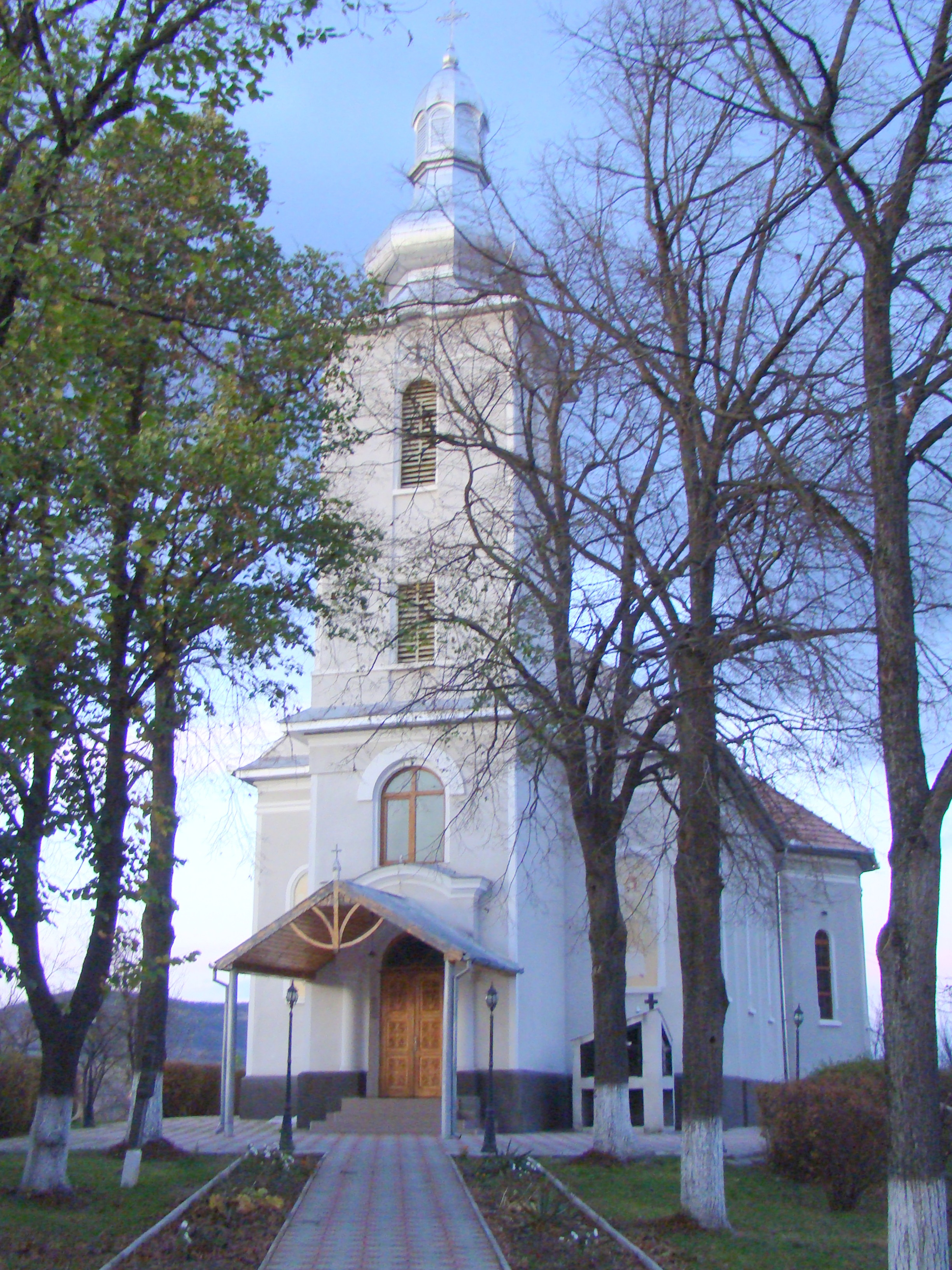
Biserica ortodoxă
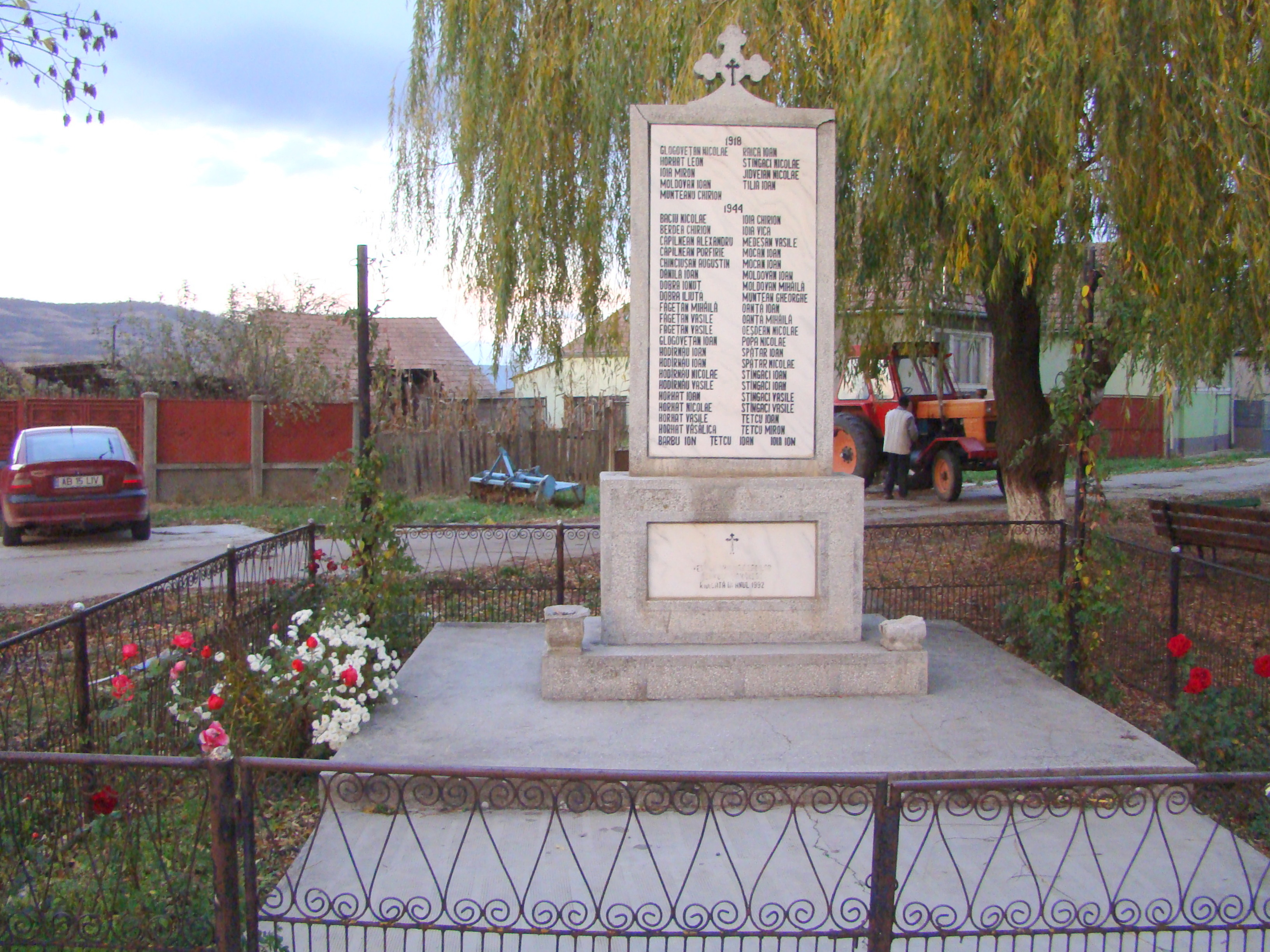
Monumentul eroilor
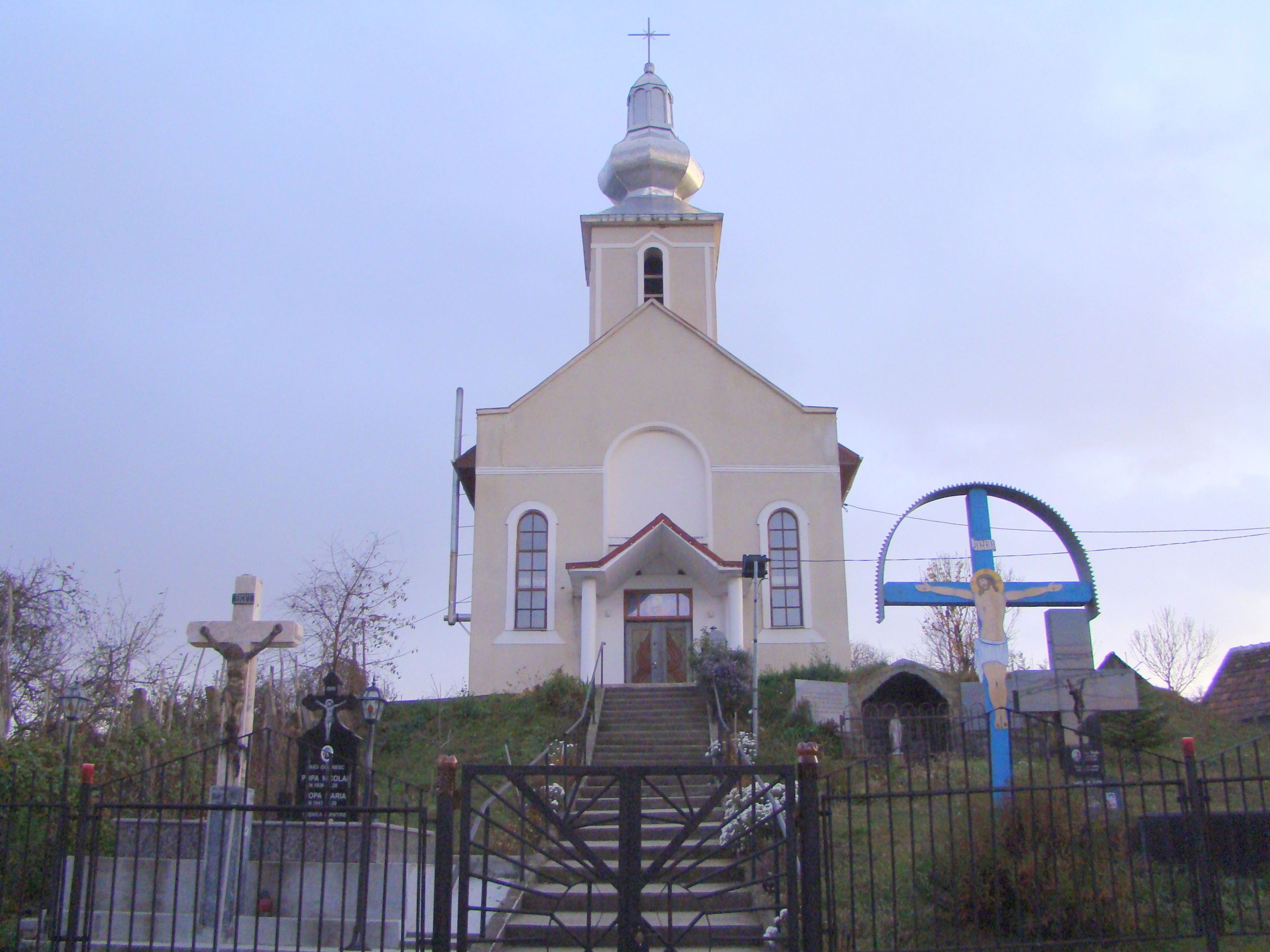
Biserica greco-catolică
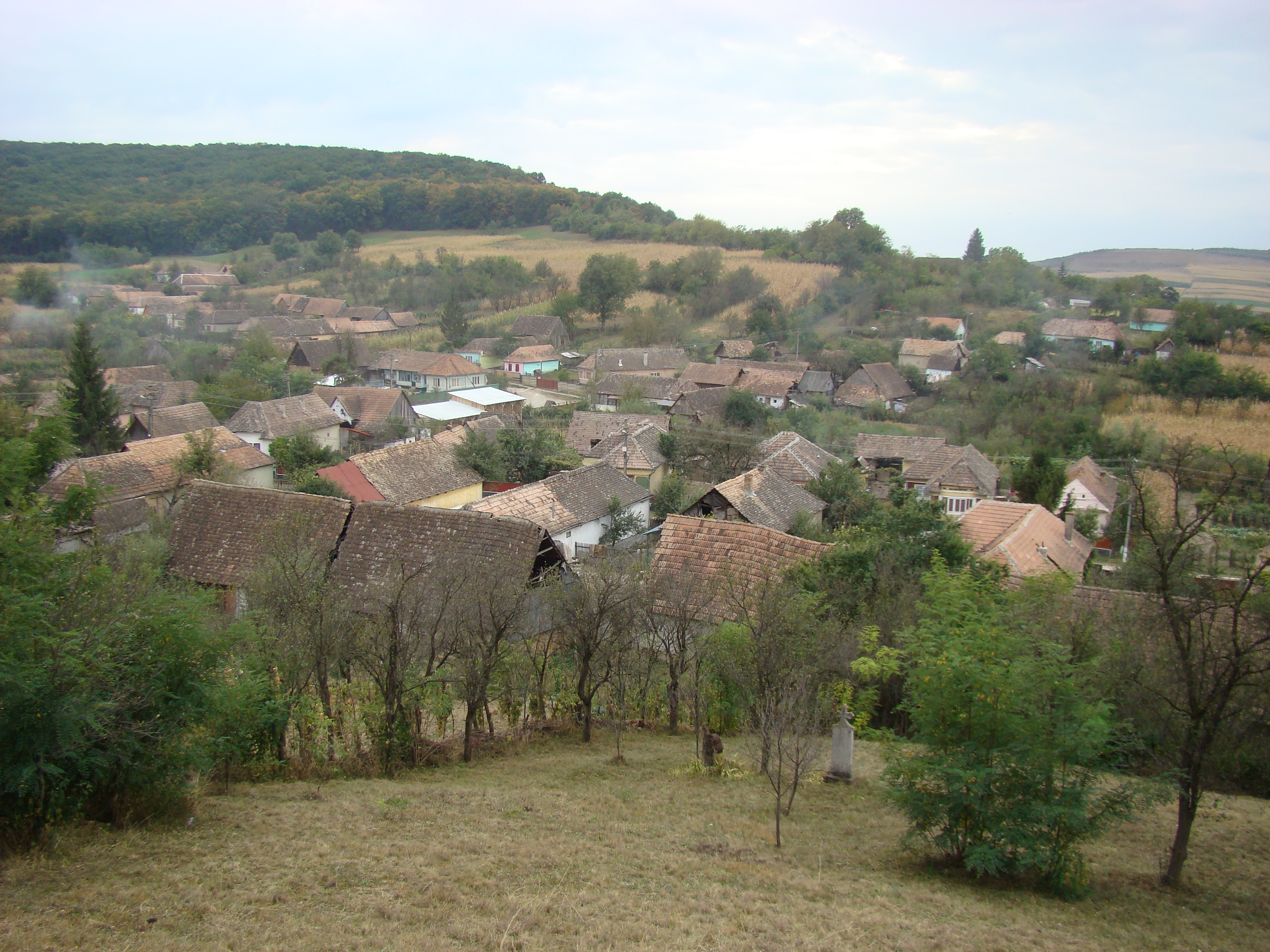
Veseuș
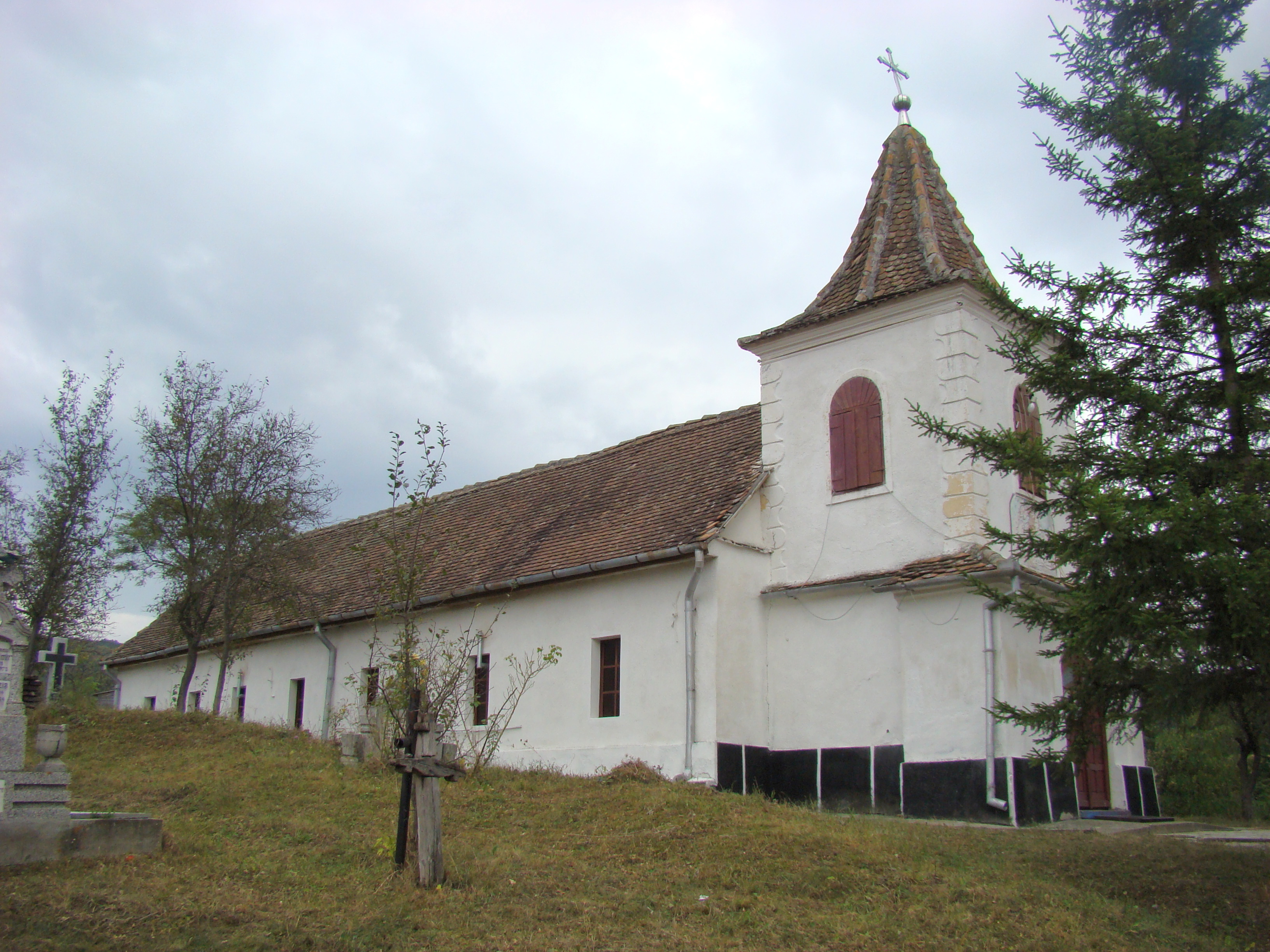
Biserica Sfântul Mare Mucenic Gheorghe
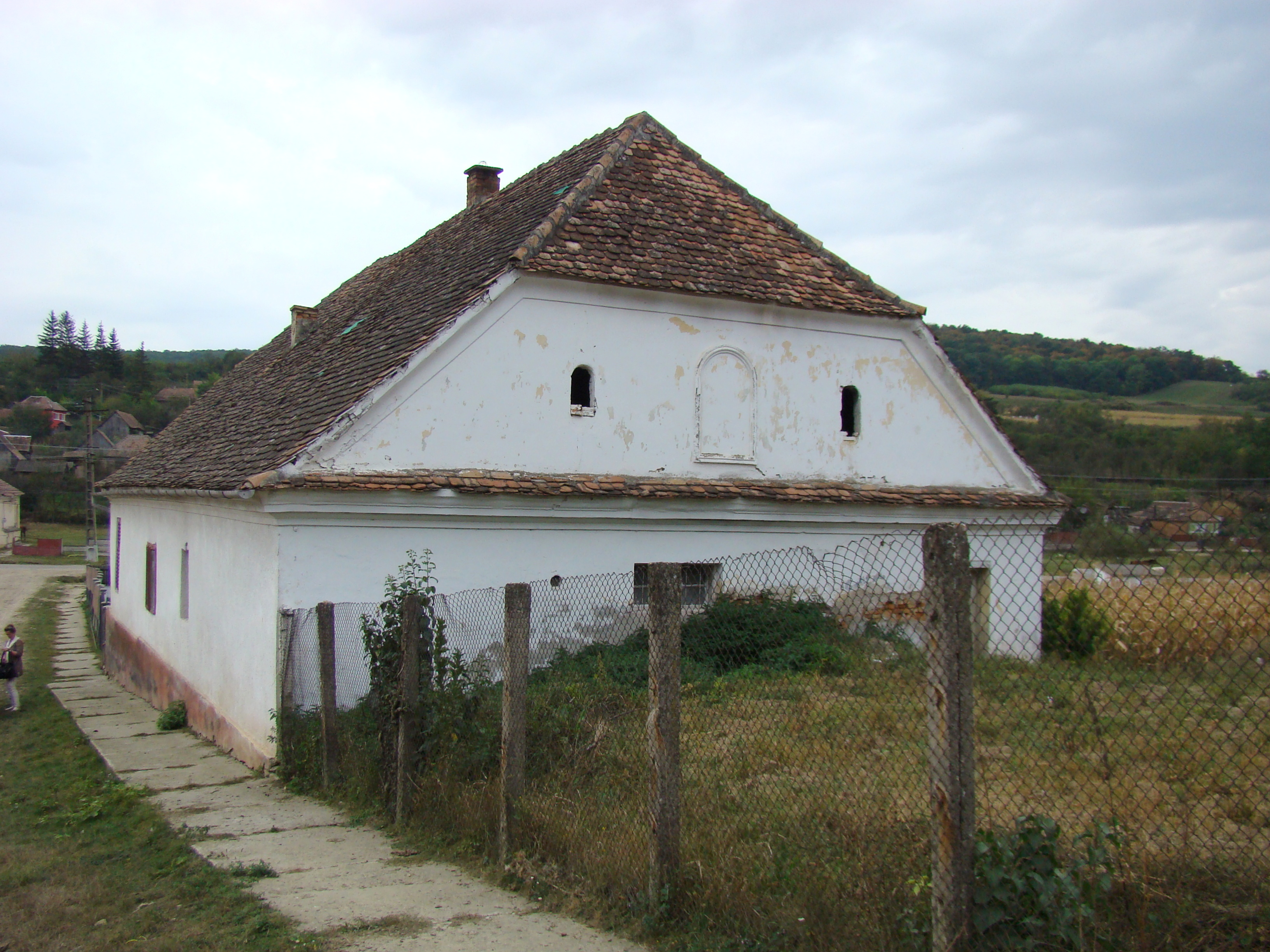
Casă săsească
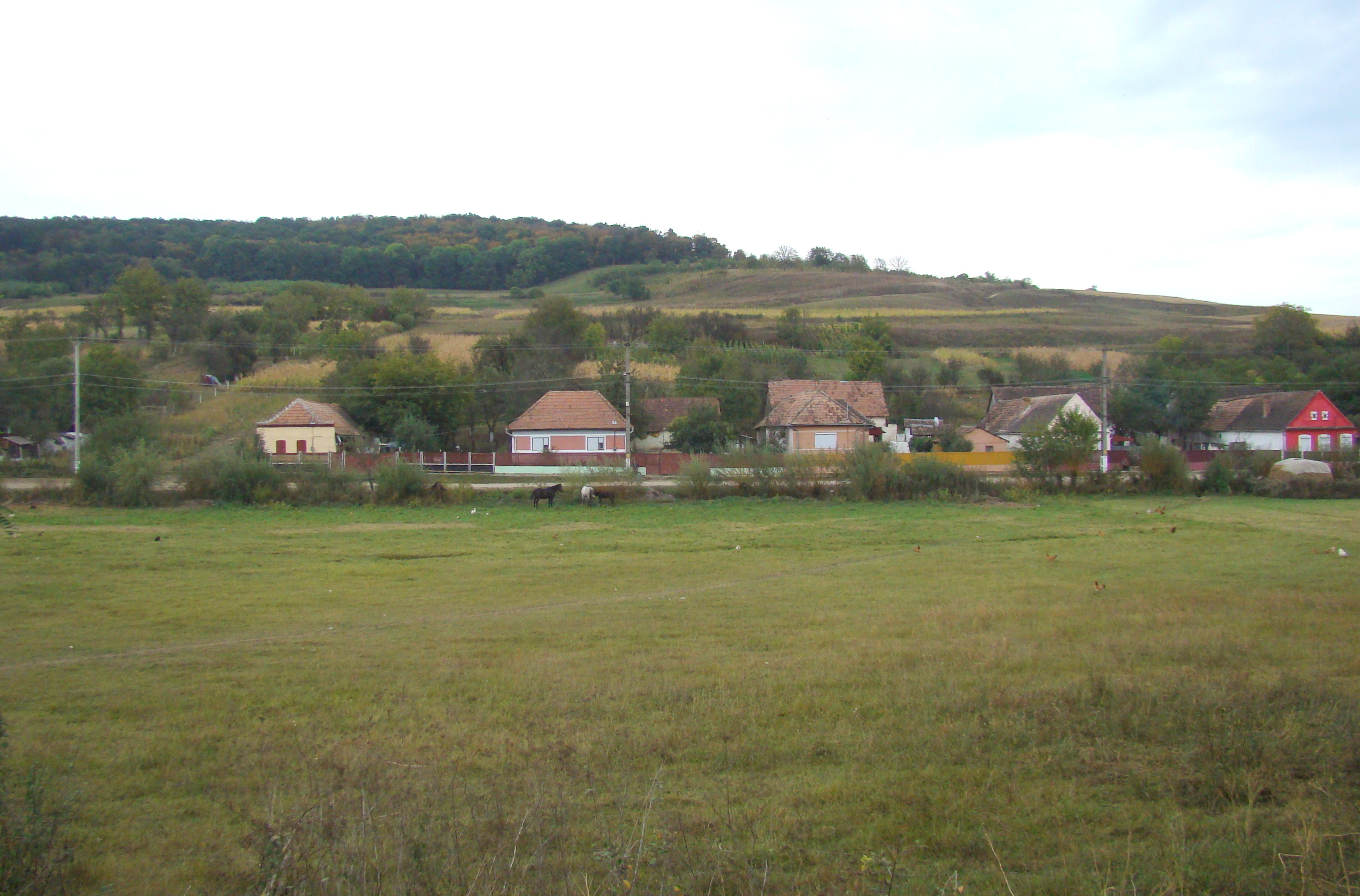
Veseuș